# Anton Sergejewitsch Golozuzkow
Anton Sergejewitsch Golozuzkow (russisch Антон Сергеевич Голоцуцков; * 28. Juli 1985 in Sewersk) ist ein ehemaliger russischer Turner.

## Erfolge
Anton Golozuzkow gab 2004 in Athen sein Olympiadebüt. Im Einzelmehrkampf kam er dabei nicht über den 61. Platz hinaus und verpasste in allen Spezialgeräten die Finalqualifikation. An den Ringen erreichte er Rang 27, am Pauschenpferd Rang 30, am Boden Rang 34 und am Barren Rang 80. Am Sprung schaffte er zwar das drittbeste Qualifikationsresultat, da jedoch mit Alexei Bondarenko ein anderer russischer Turner das beste Ergebnis hatte, zog dieser ins Finale ein. Den Mannschaftsmehrkampf beendete Golozuzkow mit der russischen Turnriege auf dem sechsten Platz. Seine ersten internationalen Medaillen gewann er bei den Europameisterschaften 2006 in Volos, als er sich sowohl am Boden als auch im Mannschaftsmehrkampf den Titel sicherte. Bei den Europameisterschaften 2007 in Amsterdam folgte am Sprung ein weiterer Titelgewinn. 2008 in Lausanne belegte er nochmals am Boden sowie mit der Mannschaft den ersten Platz.
Im selben Jahr gehörte Golozuzkow bei den Olympischen Spielen 2008 in Peking ein weiteres Mal zum russischen Kader. In der Qualifikation für den Einzelmehrkampf erreichte er mit Rang 57 erneut keine vordere Platzierung, qualifizierte sich aber für die Finals am Boden und am Sprung. An den Ringen verpasste er mit Rang 30, am Reck mit Rang 51 und am Pauschenpferd mit Rang 76 jeweils das Finale. Im Finale am Boden erzielte er 15,725 Punkte und gewann damit hinter dem Chinesen Zou Kai, der mit 16,050 Punkten Olympiasieger wurde, und dem zweitplatzierten Spanier Gervasio Deferr mit 15,775 Punkten als Dritter die Bronzemedaille. Auch am Sprung sicherte sich Golozuzkow Bronze. Olympiasieger wurde der Pole Leszek Blanik mit 16,537 Punkten vor dem punktgleichen Thomas Bouhail aus Frankreich, dessen bester Einzelsprung jedoch weniger Punkte erhielt als der beste von Blanik, während Golozuzkow auf 16,475 Punkte kam. Mit der Mannschaft wurde er wie schon 2004 Sechster.
2009 belegte Golozuzkow bei den Weltmeisterschaften in London am Sprung den dritten Platz. In dieser Disziplin verbesserte er sich 2010 in Rotterdam auf den zweiten Platz und wiederholte diesen Erfolg auch bei den Weltmeisterschaften in Tokio. In Berlin belegte er bei den Europameisterschaften sowohl am Sprung als auch am Boden Platz drei. Seine letzte internationale Medaille gewann er schließlich bei den Europameisterschaften 2012 in Montpellier, als er den Mannschaftsmehrkampf auf dem zweiten Platz abschloss.